# Physalis ixocarpa

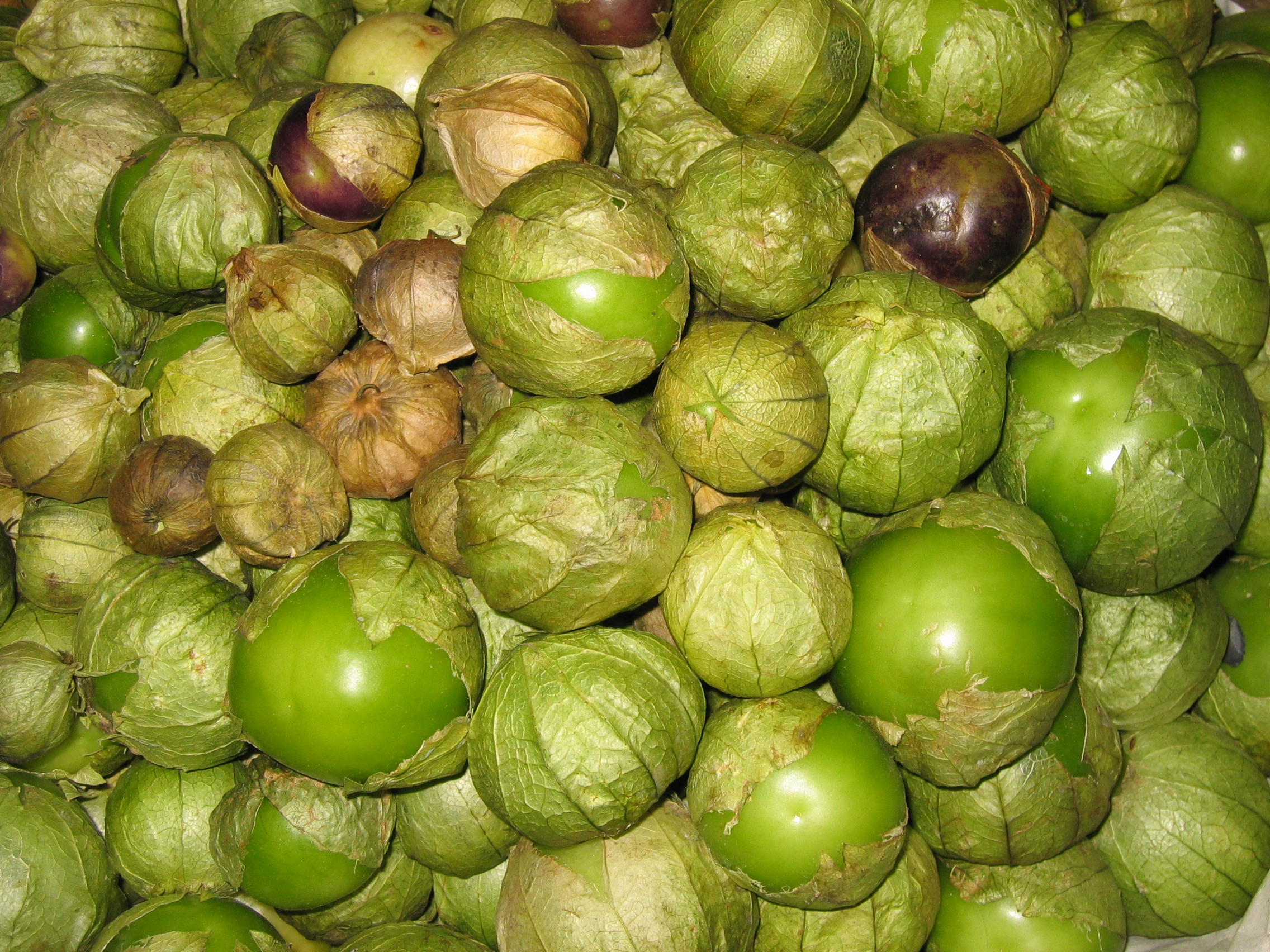
Frutos inmaduros y maduros

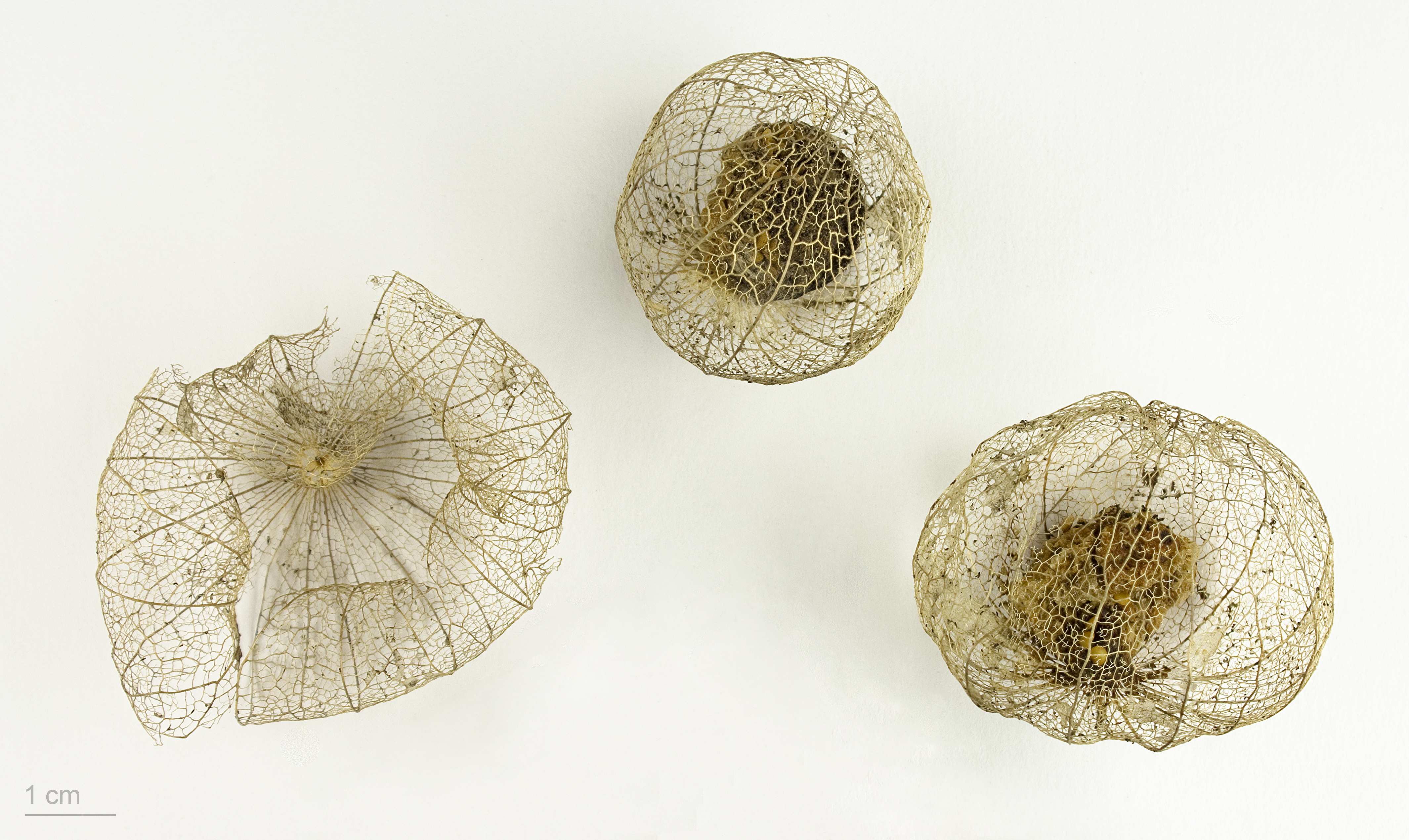
Physalis ixocarpa, MHNT.

Physalis ixocarpa, llamado popularmente tomate en México —vocablo que comparte con otras especies de la familia— tomate verde, tomatillo, o tomate de fresadilla, es una especie vegetal originaria de México perteneciente a la familia de las solanáceas.

## Descripción
Es una planta herbácea anual sensible a las heladas. Las flores son hermafroditas y de una tonalidad amarilla; tiene una polinización zoofila, principalmente las polinizadoras son abejas. El tallo de planta es extriado y sus hojas son glabras. Su fruto es pequeño, esférico y verde o violácea rodeado por una envoltura papirácea. La envoltura, está conformada por el cáliz.
Cuando el fruto madura rompe el envoltorio adyacente, el cual es de color marrón.

## Nombre común
Este tipo de tomate también es conocido como tomate de cáscara, tomate de hoja, tomate de fresadilla, tomate milpero, tomate verde, tomatillo, tomatón, miltomate (México, Guatemala), o simplemente tomate en el centro y partes del sur de México (y en tal caso el tomate rojo, Solanum lycopersicum, es llamado jitomate). En aspecto es similar al alquequenje o halicácabo del Viejo Mundo, con el que es a veces confundido.

## Historia del nombre
La especie es originaria de Mesoamérica, de donde los registros históricos indican que su nombre original en náhuatl es tomātl, que significa ‘gordura de agua’, de tomohuac ‘gordura’ y atl ‘agua’. Pasó al español como tomate. Aunque no existen registros, se dice que en la época prehispánica el nombre tomate se refería únicamente al tomatillo, y jitomate al tomate rojo. Se especula que los españoles al llegar a América exportaron el cultivo del jitomate al resto del mundo llamándolo simplemente tomate, por lo que ese nombre se fue utilizando de forma casi única para el tomate rojo (aunque también el tomate verde llegó a otros países). Esta historia podría explicar el hecho de que en el centro de México le llaman jitomates a los tomates rojos.

## Propiedades
Aunque estos tomates son de color verde, no deben ser confundidos con tomates rojos que aún no maduran, debido a que estos últimos pueden ser venenosos debido a su contenido de solanina. Otras partes de la planta de tomate diferentes a los frutos no deben ser empleadas en la alimentación por su contenido de toxinas.

## Usos

### Gastronomía
Los tomates son ampliamente utilizados como ingredientes de salsas verdes en varios países latinoamericanos. La frescura y verdor de las bayas es el principal criterio de selección. En Guatemala, sin embargo, se les usa muchísimo en su gastronomía pero se les llama miltomate. El rojo es el tomate.
En México, son un fruto indispensable para elaborar salsas verdes, acompañar antojitos, servirse como ensalada, como guarnición o simplemente como única verdura, al igual que otros miembros de las Solanáceas, como la papa o el jitomate (también conocido como tomate rojo en alusión a este fruto), son muy utilizados en la gastronomía mexicana.
Frescos, pueden conservarse refrigerados unas dos semanas.

## Taxonomía
Physalis ixocarpa fue descrita por Félix de Avelar Brotero ex Jens Wilken Hornemann y publicado en Hortus Regius Botanicus Hafniensis, en 1819.